# Shahriyar (shahrestan)
Shahriyar, även Shahriar, (persiska: شهريار), eller Shahrestan-e Shahriyar (شهرستان شهريار), är en delprovins (shahrestan) i Iran. Den ligger i provinsen Teheran, i den norra delen av landet. Administrativt centrum är staden Shahriyar.
Delprovinsen hade 744 210 invånare 2016.